# Похищение императоров

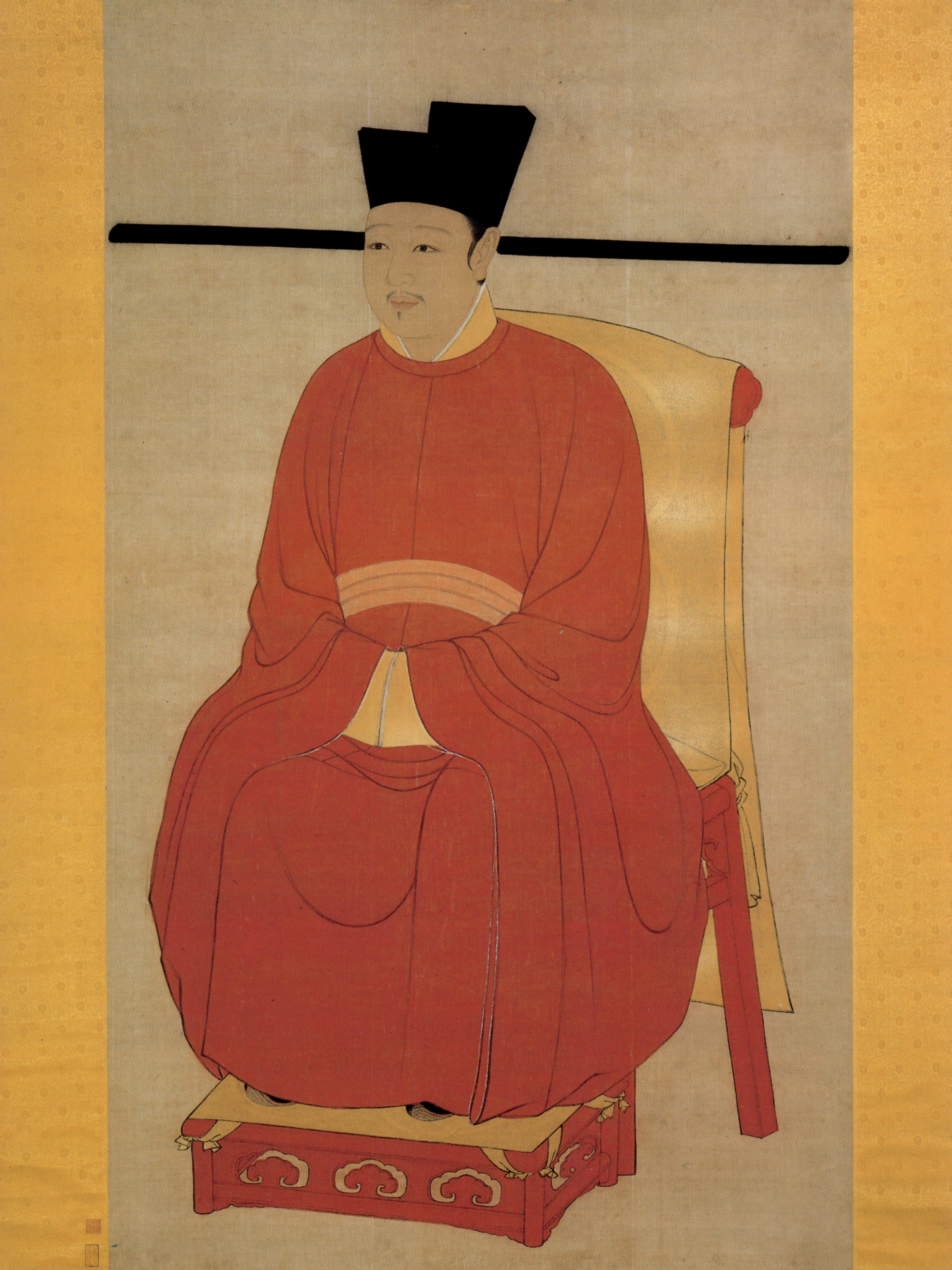
Император Хуэйцзун

Похище́ние импера́торов — переломный эпизод в истории китайской династии Сун. 19 января 1127 года конница кочевников-чжурчжэней из северного государства Цзинь со второй попытки взяла и разграбила самый населённый город того времени, Бяньлян (ныне — Кайфэн).
Частые нарушения мирных договоров со стороны Китая создали у чжурчжэньского командования впечатление, что с императорами Северной Сун нет смысла о чём-либо договариваться. Поэтому цзиньцы решили ликвидировать эту династию. Сунский император Цинь-цзун вместе с отцом Хуэй-цзуном были угнаны в плен и сделаны заложниками. Та же судьба постигла их родственников, гарем и челядь. Цензор Цинь Гуй пытался протестовать против этого, но в итоге цзиньцы и его захватили и увезли на север.
Китайские историки сравнивают культурно-историческое значение разграбления Бяньляна кочевниками с захватом Рима вандалами. Столица восстановлению не подлежала, и бежавший на юг сын императора основал новое государство Южная Сун со столицей в Ханчжоу. Его брат Цинь-цзун, некогда самый могущественный государь Восточной Азии, умер в цзиньском плену в выделенном ему имении с титулом гун (герцог) через 34 года после бяньлянской катастрофы.